# Ricardo Izurieta
Ricardo Edmundo Izurieta Caffarena (Santiago, 11 de junio de 1943-ibíd., 17 de agosto de 2014) fue un militar chileno con el grado de General de Ejército. Fue comandante en jefe del Ejército de Chile entre 1998 y 2002, el primero tras Augusto Pinochet.

## Familia
Fue hijo del general de división del arma de caballería Pelayo Izurieta Molina y de Victoria Caffarena Morice. Por su parte paterna era sobrino de Óscar Izurieta Molina, también militar y comandante en jefe del Ejército durante el gobierno de Jorge Alessandri, y primo de Óscar Izurieta Ferrer, comandante en jefe del Ejército entre 2006 y 2010. Por parte de su madre era sobrino de Elena Caffarena, abogada y activista por los derechos de las mujeres, y tío de la periodista y diputada Pamela Jiles.
Se casó con Beatriz Eugenia Linzmayer Fernández, con la cual tuvo cuatro hijos.
Aunque el apellido es vasco, el abuelo de los Izurieta, Ricardo Izurieta Torres, era riojano, de Ortigosa de Cameros. Emigró a Chile a finales del siglo XIX.[cita requerida]

## Carrera militar
Ingresó a la Escuela Militar del Libertador Bernardo O'Higgins a los catorce años, en 1958. Egresó como subteniente en diciembre de 1962 con el primer lugar de su promoción. Su arma era la caballería. Después de realizar el «Curso de Maestro de Equitación» (1965) integró el equipo de equitación representativo del Ejército en competencias nacionales e internacionales, además se desempeñó como jefe de la Escuela de Equitación.
Posteriormente entró a la Academia de Guerra del Ejército, obteniendo el título de oficial de Estado Mayor. Luego fue profesor militar de Academia en la asignatura de Historia Militar y Estrategia.
Se desempeñó durante tres años (de enero de 1984 a diciembre de 1986) como comandante del Regimiento de Caballería Blindada n.º 3 "Húsares", en simultáneo con ejercer como gobernador de la provincia de Malleco. En 1987 fue designado como agregado militar en la embajada de Chile en Tel-Aviv, Israel. A su regreso fue nombrado subsecretario de Guerra y posteriormente director de la Academia de Guerra.
Ascendió a brigadier general en diciembre de 1990, y fue nombrado comandante de la I División de Ejército con sede en Antofagasta. Posteriormente fue nombrado comandante de Institutos Militares. Entre 1993 y 1996 se desempeñó como jefe de la Misión de Chile en Washington D. C. y agregado militar de Chile en los Estados Unidos, con el grado de mayor general. En 1997 es ascendido al grado de teniente general.

### Comandante en jefe
En 1997 fue elegido por el gobierno de Eduardo Frei Ruiz-Tagle para suceder en la comandancia en jefe del Ejército a Augusto Pinochet Ugarte —quien había estado en el cargo desde 1973— siendo el primero designado por el presidente según la Constitución de 1980. La elección estuvo determinada porque Izurieta no había sido un protagonista de la dictadura de Pinochet, y porque su carrera había estado centrada en el Ejército. Asumió el 10 de marzo de 1998.
Durante su gestión, Izurieta no escondió su apoyo a lo realizado por la dictadura militar ni su cercanía con Pinochet, la cual se manifestó principalmente con la visita que hizo al exdictador durante su arresto en Londres, y durante el recibimiento de su antecesor a su regreso a Chile. A pesar de ello, colaboró con la formación de la llamada Mesa de Diálogo, que resultó con la entrega de información sobre detenidos desaparecidos por parte de las fuerzas armadas; sin embargo, bajo su comandancia, el Ejército también destruyó miles de archivos microfilmados de la DINA y de la CNI.
Otros avances durante su periodo al mando del Ejército fueron la modificación a los sistemas de ingreso a la Escuela Militar y de salud para militares, y la modernización de la institución. También el Ejército adquirió dos centenares de tanques Leopard 1 a los Países Bajos en 1998, proceso que ha sido investigado por una posible malversación de caudales públicos.
Se desempeñó en ese cargo hasta el 10 de marzo de 2002, cuando entregó la comandancia al general Juan Emilio Cheyre Espinosa.

### Historial militar
- 1958: Cadete de la Escuela Militar
- 1961: Alférez
- 1962: Subteniente
- 1966: Teniente
- 1970: Capitán
- 1975: Mayor
- 1980: Teniente coronel
- 1986: Coronel
- 1990: Brigadier general
- 1996: Mayor general
- 1998: Teniente general
- 2002: General de Ejército

## Muerte
Falleció el 17 de agosto de 2014 en su domicilio, en la comuna de Las Condes, en Santiago, en compañía de su familia, a los 71 años de edad. Padecía de leucemia. Tras acontecer aquello, su cuerpo fue velado en la Escuela Militar, hasta donde llegaron distintas personalidades, como Jorge Burgos —entonces ministro de Defensa—, Sebastián Piñera, Joaquín Lavín y el ex vicecomandante en jefe del Ejército, Guillermo Garín. Fue sepultado en el Cementerio General.